# Elisabeth Ibarra Rabancho
Elisabeth Ibarra Rabancho, coneguda esportivament com Eli Ibarra (Azkoitia, Guipúscoa, 29 de juny de 1981) és una exfutbolista basca.
Extrem esquerra, començà a practicar el futbol amb catorze anys amb l'Eibartarrak FT. L'estiu de 2002 fitxà pel nou equip femení creat de l'Athletic Club de Bilbao. Amb el club basc guanyà cinc Superlligues espanyoles (2002-03, 2003-04, 2004-05, 2006-07, 2015-16), essent l'única futbolista de l'entitat en aconseguir-ho, i disputà partits de la Lliga de Campions de la UEFA. El maig de 2017 es retirà esportivament després d'haver competit amb l'Athletic Club durant quinze temporades en 413 partits, sent la jugadora amb més partits disputats del club, i haver marcat 111 gols. Internacional amb la selecció espanyola en quaranta-dues ocasions entre 2002 i 2015, participà a l'Eurocopa de Futbol de 2013 i a la Copa del Món de Futbol de 2015. Amb la selecció del País Basc competí en quatre ocasions entre 2006 i 2014.